# Cadena vacía
En ciencias de la computación y teoría de lenguajes formales, una cadena vacía o string vacío (en inglés) es la única cadena de caracteres de tamaño cero. Se denota usualmente con las letras griegas λ o ϵ.
Hacer referencia a una cadena vacía es distinto a hacer referencia a un Null, puesto que mientras que con este último no se puede operar, esta cadena acepta todas las operaciones existentes para las cadenas de caracteres (concatenación, asignación, extracción, etc.).

## Propiedades
- {\displaystyle |\lambda \,|=0}. El tamaño de la cadena vacía es cero.
- {\displaystyle \lambda \,+s=s+\lambda \,=s}. La cadena vacía es el elemento neutro para la concatenación de elementos de un alfabeto Σ.
- {\displaystyle {\lambda \,}^{R}=\lambda \,}. Al revertir una cadena vacía, obtendremos la misma cadena vacía.
- {\displaystyle \lambda } es prefijo, sufijo y subcadena de toda cadena.

Existen algunos lenguajes de programación para los cuales uno puede definir cadenas vacías, y éstas además respectan estas propiedades.

## Representación
| Lenguaje de programación | Representación de λ |
| ------------------------ | ------------------- |
| C, C++                   | "" {'\0'}           |
| C++                      | std::string()       |
| Perl                     | "" '' qw()          |
| Python                   | "" '' str()         |
| C#                       | "" string.Empty     |
| PHP                      | "" ''               |
| Java                     | ""                  |
| Haskell                  | ""                  |
| Delphi                   | ''                  |